# Estadio Independencia (Puerto Cabello)
El Estadio Independencia también llamado Estadio Municipal Independencia es el nombre que recibe una instalación deportiva que se encuentra ubicada en la ciudad de Puerto Cabello al norte del estado Carabobo en la parte centro norte del país sudamericano de Venezuela.
El estadio es una propiedad pública que fue inaugurada en diciembre de 1968, que es administrada por el gobierno del Municipio Puerto Cabello, tiene capacidad para recibir unos 8.000 espectadores y es usado fundamentalmente para la práctica del béisbol siendo inaugurado en 1955. Es sede actualmente por el equipo local Porteños de Carabobo que representa a ese estado venezolano en la llamada Liga Nacional Bolivariana de Venezuela (LNBV).
Posee vestuarios, duchas, área para prensa, una galería de jugadores entre otras comodidades. Es usado alternativamente para algunos juegos por el equipo Navegantes del Magallanes (Liga Venezolana de Béisbol Profesional o  LVBP) que tiene su sede principal en la ciudad de Valencia. Otros equipos profesionales como Bravos de Margarita lo han llegado usar para sus entrenamientos.